# Pierre Fresnel
Pour les articles homonymes, voir Fresnel.
Pierre Fresnel, mort à Paris le 12 juin 1418, est un prélat français du XVe siècle.

## Biographie
Pierre Fresnel est le fils de Jean (III) de la Ferté-Fresnel, maréchal de Normandie et de Béatrix de Rosny.
Il est chanoine à Rouen et devient évêque de Meaux en 1390.
Pierre assiste en 1395 à l'assemblée que Charles VI convoque à Paris, pour l'extinction du grand schisme d'Avignon et est nommé commissaire du roi pour aller, en mars 1397, prendre possession de Gênes qui a préféré se mettre sous l'obéissance de Charles VI plutôt que de tomber sous la domination de Jean Galéas Visconti, vicomte de Milan. En 1405 il bénit la première pierre du monastère des Célestins de Marcoussis, et, la même année, il est nommé avec Philippe De Moulins, évêque de Noyon, pour recevoir des mains de Louis de Poitiers le duché de Valentinois au nom du roi et du dauphin. En 1407 il est ambassadeur du roi auprès du pape Benoît XIII à Avignon et en 1409 il assiste comme ambassadeur de France au concile de Pise où il est d'abord le seul évêque français.
Fresnel est évêque de Noyon de 1409 à 1415. En 1410, il est un des députés chargés d'aller négocier à Bicêtre, près de Paris, la paix entre les Anglais et les Français, et, la même année, envoyé à Boulogne-sur-Mer par le roi avec Jacques de Châtillon pour obtenir la prolongation de la trêve conclue avec le roi d'Angleterre. Lorsqu'il a choisi le parti du duc d'Orléans, Antoine de Craon l'arrête et le retient prisonnier, en 1411, dans le château du Crotoi. En 1415 il est envoyé en Angleterre pour prolonger encore la trêve.
La même année il est transféré au diocèse de Lisieux. En 1416 Charles VI l'envoie aussi à Rouen avec le seigneur de Bacqueville pour comprimer une révolte. Se trouvant à Paris en juin 1418, Pierre Fresnel est tué par Henri de la Main dans une émeute qui se produisit en faveur du duc de Bourgogne.

## Source
- La France pontificale, Paris, p. 276 ff.